# Ovrya
Ovrya (Greacă: Οβρυά) este un oraș în Grecia, situat la doar 3 mile (5 km), la sud de Patras, și 4 mile (7 km) la sud de autostrada GR-33. Aceasta este o suburbie în zona metropolitană Patras. Este, de asemenea sediul Municipiului Messatidos.
Plantațiile de măslini, și pășuni folosite pentru a domina zona cu toate acestea, construcțiilor de locuințe a fost în plină expansiune, cu creșterea populației în zona Patras. O mare parte din localitate este delurosă și ușor accidentată. Comunitățile vecine sunt Mintologi la S-V, Paralia (Patras Beach) la V , Deménika, Zarchoulaiika și Patras la N, Savalí la N-E, Krini la E, și Thea și Kallithea la S. Este dominat cu dealuri la sud de comunitate, și teren plat este de aproximativ 20% din Ovrya. Se învecinează cu limitele municipale din Paralia și Patras, și granițele non-municipale de Demenika, Krini, Thea-Kallithéa.

## Geografie
Un pârâu care curge din zonele greenspace de Omplos se execută într-o vale în est și în apropiere de Ovrya Germanos și Street Dimokratias după care curge în apropierea zonelor rezidențiale. Se varsă în plantațiile de măaslini prin Ileias Street lângă Nteve Street. Pârâul curge în apropierea Interchange Ovrya (Ieșirea 2 Northbound / 4 vest)  în drumul care leagă Ovrya de Paralia. Râul curge în apropierea unei rafinării mici și în cele din urmă se încheie în Golful Patras lângă copaci și plajele de nisip din Akti Dymaion. O mare parte din evoluțiile de locuințe a început în 1970, când Patras a fost în plină expansiune.

## Echipe Sportive
Ovrya are două  echipe de fotbal care joacă în divizia a patra a EPS Achaia:
- Fostiras Ovrias FC
- Achilleas Ovrias FC
- Milon Ovryas
- Foinikas Ovryas

## Galerie de imagini

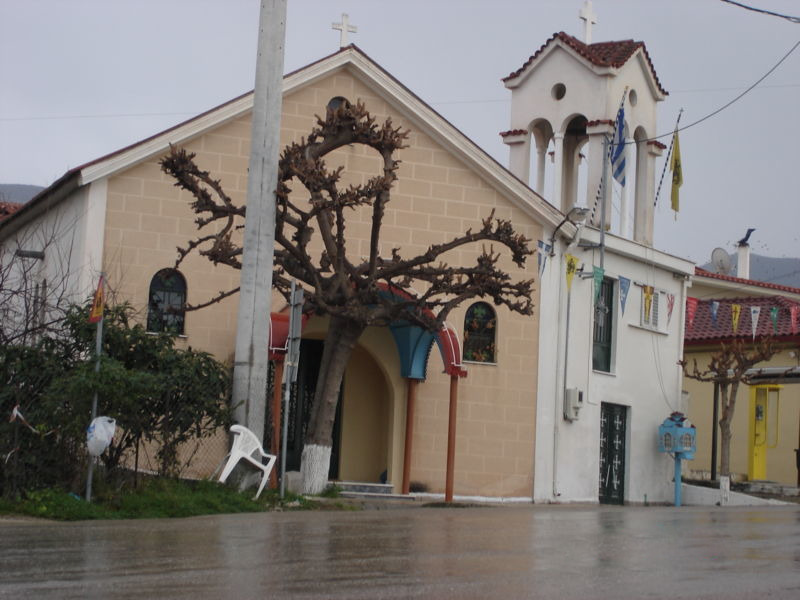
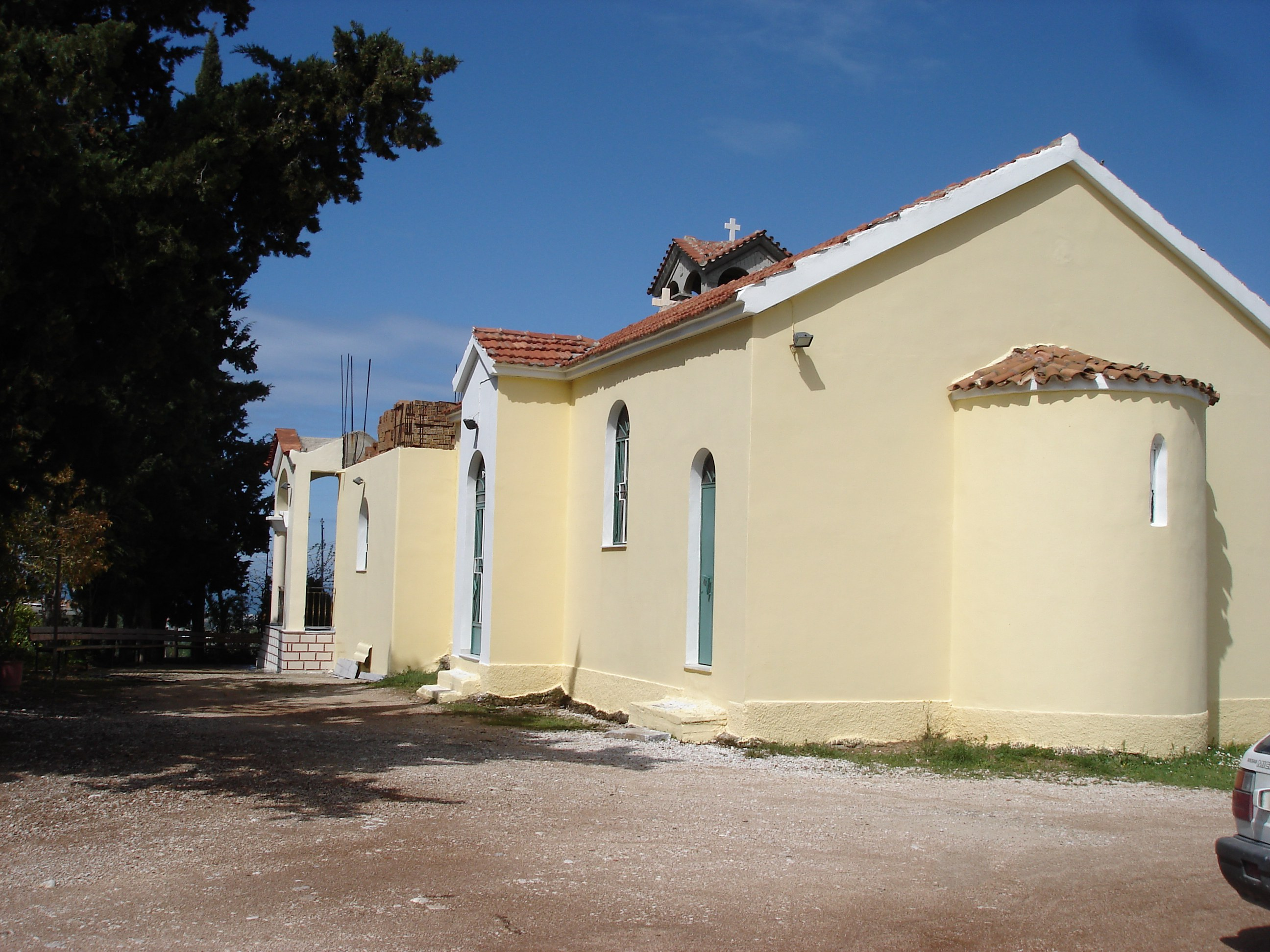